# Sotresgudo
Sotresgudo ist ein Ort und eine Gemeinde (municipio) mit 420 Einwohnern (Stand: 2024) in der Provinz Burgos in der nordspanischen Autonomen Region Kastilien-León. Die Gemeinde gehört zur Comarca Odra-Pisuerga. Zur Gemeinde gehören neben dem Hauptort noch die Ortschaften Amaya, Barrio de San Felices, Cañizar de Amaya, Cuevas de Amaya,Guadilla de Villamar, Peones de Amaya, Quintanilla de Río Fresno, Rebolledillo de la Orden und Salazar de Amaya.

## Lage
Sotresgudo liegt in der kastilischen Hochebene (meseta) am Arroyo de Riofresno in einer Höhe von etwa 874 m und etwa 60 Kilometer in westnordwestlicher Entfernung von der Stadt Burgos. An der Nordgrenze der Gemeinde befindet sich der Peña Amaya mit 1369 Metern.

## Bevölkerungsentwicklung
| Jahr      | 1981 | 1991 | 2001 | 2011 | 2021 |
| Einwohner | 928  | 833  | 683  | 521  | 445  |

## Wirtschaft
Die Region ist seit Jahrhunderten wesentlich von der Landwirtschaft geprägt; die Bewohner früherer Zeiten lebten hauptsächlich als Selbstversorger, aber auch Handwerk und Kleinhandel spielten eine Rolle. Ein Schwerpunkt lag auf der Anzucht von Bäumen aller Art, die letztlich in ganz Zentralspanien angepflanzt wurden.

## Sehenswürdigkeiten
- Michaeliskirche (Iglesia de San Miguel)
- Einsiedelei San Cristóbal
- Einsiedelei Nuestra Señora de Entrambosbarrios

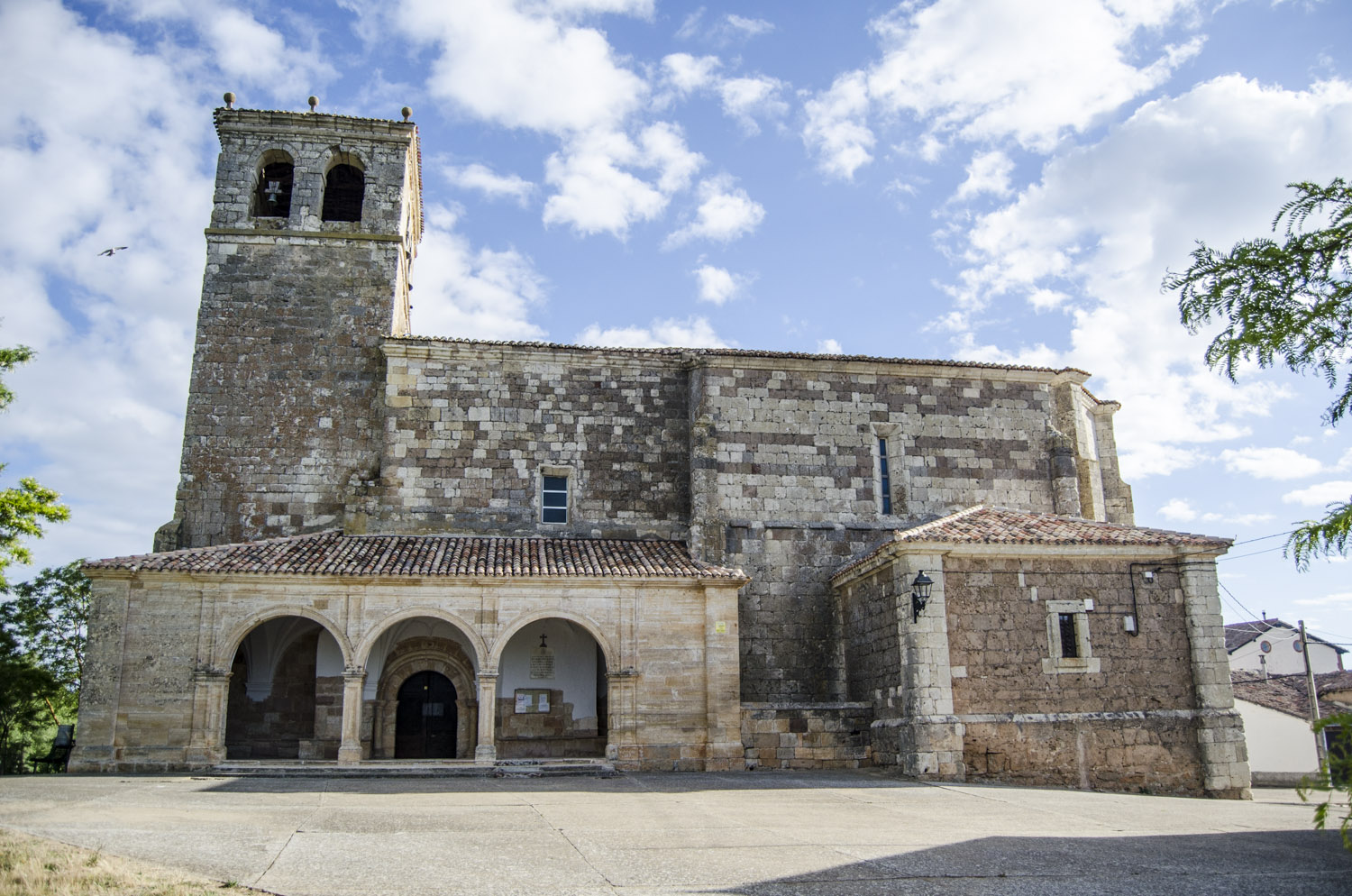
Michaeliskirche
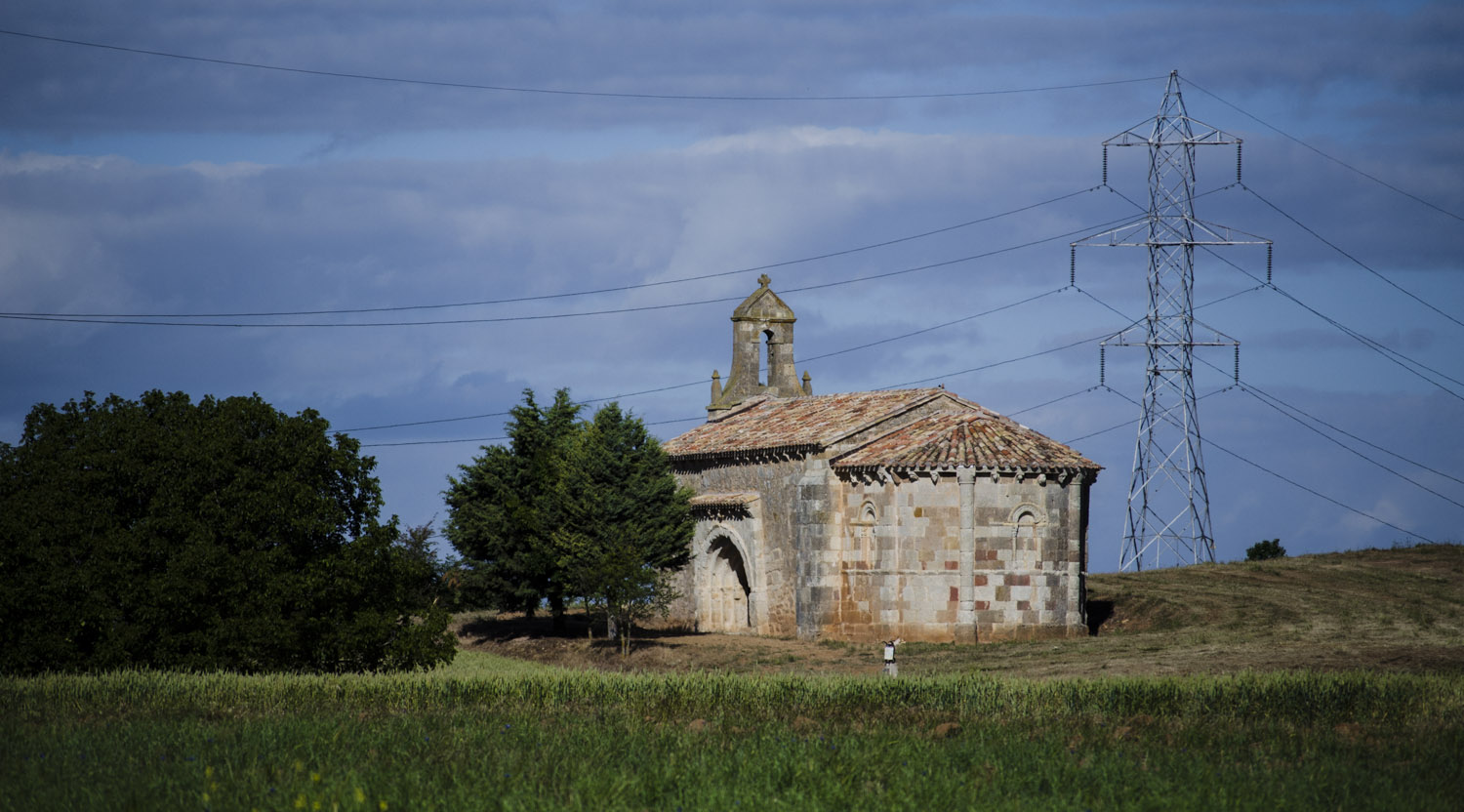
Einsiedelei San Cristóbal
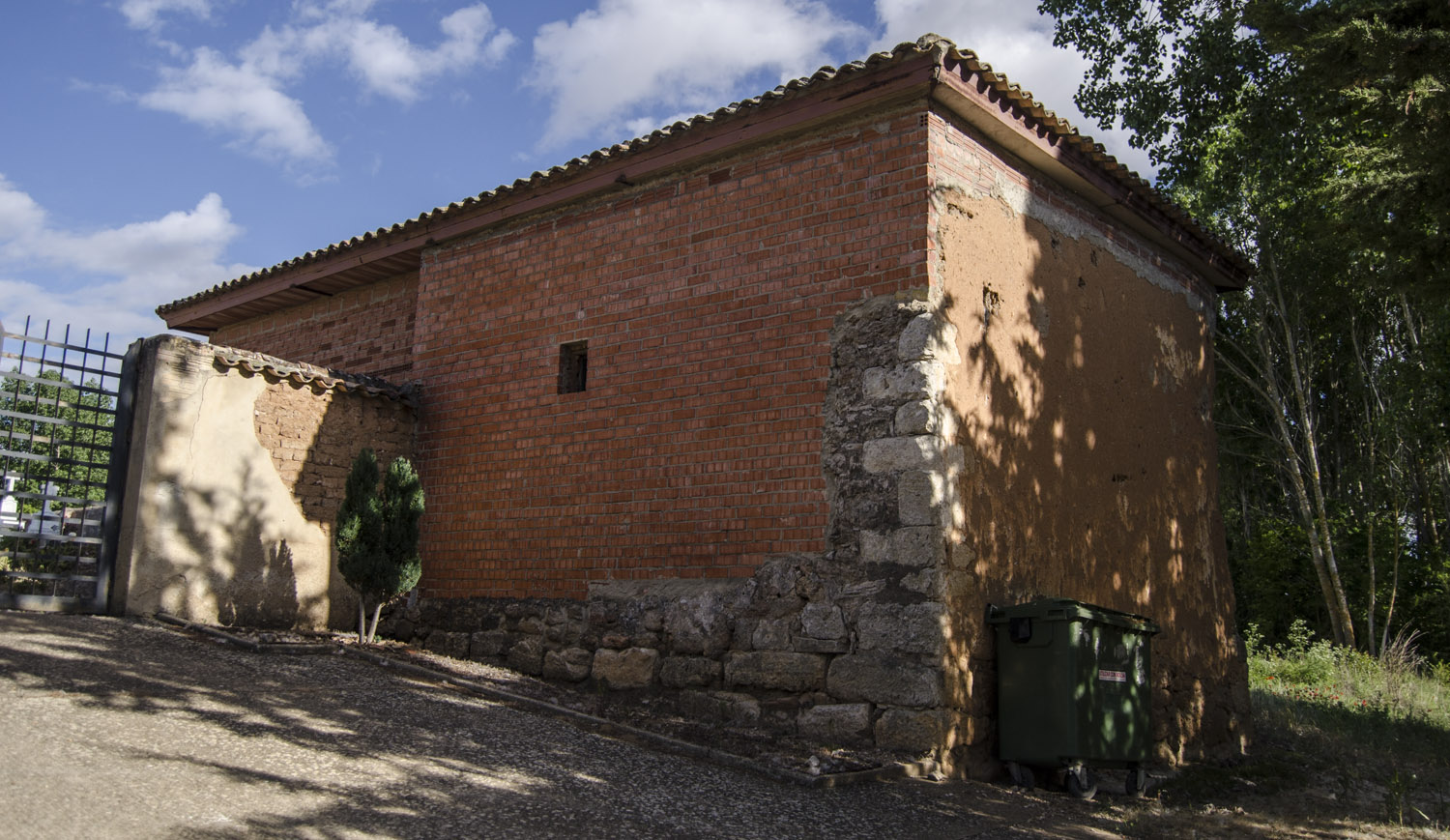
Einsiedelei Nuestra Señora de Entrambosbarrios